# Tôn giáo thế giới

Các biểu tượng thường được liên hệ với sáu tôn giáo được gắn nhãn "tôn giáo thế giới": theo chiều kim đồng hồ từ trên xuống, chúng đại diện cho Do Thái giáo, Hồi giáo, đạo Phật, Ấn Độ giáo, đạo Lão và Thiên Chúa giáo

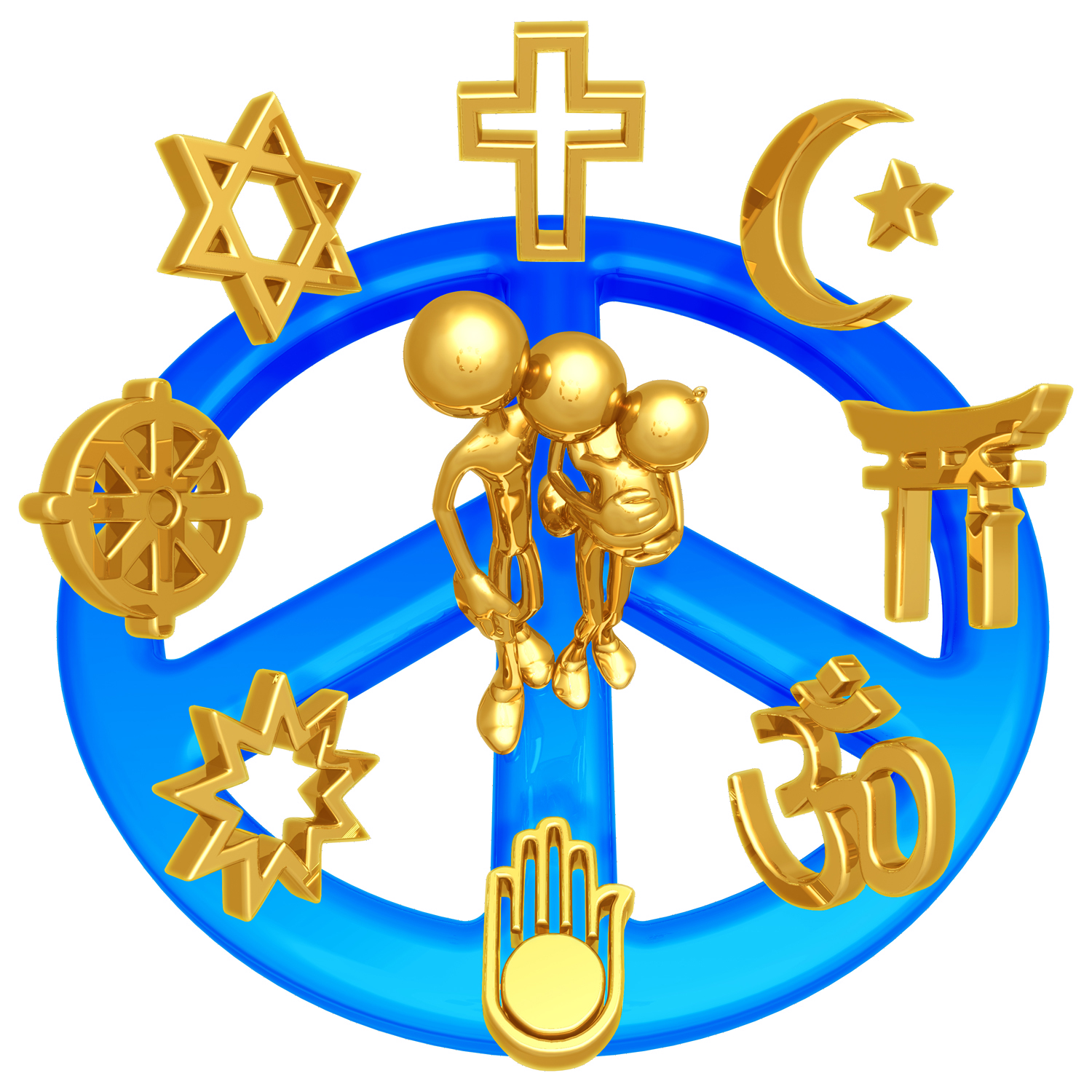
Hình đồ họa về gia đình tôn giáo thế giới

Tôn giáo thế giới (World religions) hay Tôn giáo toàn cầu là một phạm trù được sử dụng trong ngành nghiên cứu tôn giáo để phân định (ít nhất năm tôn giáo và trong một số trường hợp nhiều hơn) các tôn giáo được coi là đặc biệt lớn, phổ biến rộng rãi trên phạm vi quốc tế hoặc có ảnh hưởng trong sự phát triển của xã hội phương Tây. Các tôn giáo hoàn vũ thế giới bao gồm Do Thái giáo, Kitô giáo, Hồi giáo, Ấn Độ giáo và Phật giáo luôn được đưa vào danh sách, được gọi là Ngũ Đại giáo (Big Five), trong đó, các tôn giáo khởi nguồn từ Abraham và các giáo phái của nó có số lượng tín đồ đông đảo nhất. Một số học giả cũng bao gồm các tôn giáo khác, chẳng hạn như Mani giáo (Minh giáo), Đạo Sikh, Bahá'í giáo (Đức tin Bà-hai), hoặc Hỏa giáo (Bái hỏa giáo) cũng được xếp vào nhóm tôn giáo thế giới. Phạm trù Tôn giáo thế giới thường được đặt cạnh các phạm trù khác, chẳng hạn như tôn giáo bản địa (tín ngưỡng dân gian), tôn giáo thời tiền sử và các phong trào tôn giáo mới cũng được các học giả sử dụng trong lĩnh vực nghiên cứu này.

## Dẫn luận
Mô hình tôn giáo thế giới được phát triển ở Vương quốc Anh trong những năm 1960, nơi nó được các học giả hiện tượng học như Ninian Smart làm tiên phong. Phạm trù này được thiết kế để mở rộng việc nghiên cứu tôn giáo ra khỏi sự ảnh hưởng nặng nề vào Cơ đốc giáo bằng cách tính đến các truyền thống tôn giáo lớn khác trên khắp thế giới. Mô hình này thường được các giảng viên sử dụng để hướng dẫn sinh viên đại học nghiên cứu về tôn giáo và cũng là khuôn khổ được các giáo viên phổ thông ở Vương quốc Anh và các quốc gia khác sử dụng. Sự nhấn mạnh của mô hình này vào việc xem các phong trào tôn giáo này như những thực thể riêng biệt và loại trừ lẫn nhau cũng đã có tác động rộng hơn đến việc phân loại tôn giáo—ví dụ như trong các cuộc điều tra dân số—ở cả các nước phương Tây và các nơi khác. Học giả tôn giáo Graham Harvey đã lưu ý rằng các nhóm được xếp vào các danh mục như "tôn giáo bản địa" được nhiều học giả đối xử ít nghiêm túc hơn so với "tôn giáo thế giới" "Các tôn giáo bản địa nên nhận được sự đối xử tôn trọng tương tự như cách được coi là phù hợp với Tôn giáo toàn cầu lớn hơn.
Kể từ cuối thế kỷ 20, mô hình này đã phải đối mặt với sự chỉ trích của các học giả tôn giáo như Jonathan Z. Smith, một số người trong số họ đã lập luận ủng hộ việc từ bỏ nó. Các nhà phê bình cho rằng mô hình tôn giáo thế giới là không phù hợp vì nó lấy hình thức Tin lành của Cơ đốc giáo làm hình mẫu cho những gì cấu thành nên "tôn giáo", rằng nó gắn liền với các diễn ngôn về tính hiện đại, bao gồm cả các mối quan hệ quyền lực hiện đại; rằng nó khuyến khích sự hiểu biết không phê phán về tôn giáo; và nó đưa ra đánh giá có giá trị về việc tôn giáo nào nên được coi là "chính". Những người khác lập luận rằng nó vẫn hữu ích trong lớp học, miễn là học sinh được biết rằng đó là một phạm trù được xã hội xây dựng. học giả tôn giáo gồm Christopher R. Cotter và David G. Robertson đã mô tả "Mô hình tôn giáo thế giới" là "một cách suy nghĩ cụ thể về các tôn giáo, tổ chức chúng thành một tập hợp các truyền thống riêng biệt với một quan điểm được cho là toàn cầu. Cotter và Robertson lưu ý rằng lịch sử của mô hình tôn giáo thế giới "gắn bó mật thiết" với lịch sử nghiên cứu tôn giáo như một môn học thuật. Nó xuất hiện từ bên trong cách tiếp cận hiện tượng học tôn giáo vốn nhấn mạnh vào việc mô tả hơn là phân tích phê phán.